# Варна
Варна (буг. Варна) највећи је град у северној Бугарској и на Црном мору. Варна је трећи по величини град у Бугарској после Софије и Пловдива, а највећи приморски град у држави. Варна је и седиште истоимене Варненске области.
Варну често називају „морски главни град Бугарске”. У граду су смештене државне институције повезане са морем и поморством попут агенције „Поморске управе” и морнарице Војске Бугарске.

## Географија
Варна се развила на у омањем Варненски залив, делу Црног мора, који има веома добре везе за залеђем, па је град од самог оснивања био значајно трговиште. Град се налази на северној и западној обали залива и на северу језера Варна. На северу града налазе се главна индустријска зона и лука. Североисточно од њих је централна зона града са историјским центром (тзв. „Грчка махала”) као и градска плажа.
Клима је приморска, релативно блага топла током године. Просечна температура у јануару износи 1,7 °C а просечна јулска 22,8 °C, просечна годишња 12,2 °C, најнижа измерена температура износи -24,3 °C из 1929, највиша икада измерена температура износи + 41,4 . Просечна годишња количина падавина износи 498 mm, а највише у јуну и новембру а најмање у фебруару. У општини Санаторијум је измерена највећа количина падавина у Бугарској, 342 mm у августу 1951. Највише сунчаних сати у Варни је у јулу — 331 сат. У близини града клима је погодна за узгој медитеранских врста као што су нар, рајска јабука, манго, киви, смокве и ловора. На северу се налази висораван са највишом тачком од 356 m, на неки начин брани град са севера и североистока од јаког ветра током зиме. Обично од маја до октобра температура ваздуха је од 18 до 31 , а током раздобља од јула до августа просек је 22.8 °C. Лети температура воде је око 20 , а током најтоплијих дана песак може достићи температуру и до 60 .
Просечна висина таласа у заливу је око 61 cm.

## Историја
Варна је првобитно била трачко насеље. У 5. веку п. н. е. Варна је укључена у зону утицаја егејских грчких колонија.
Током средњег века Варна је била важан културни центар Бугарске. Неколико пута град је током средњега века прелазио из византијске контроле под бугарску и обратно. Бугарски цар Калојан заузео је 1201. Варну. Године 1444. град је коначно пао под власт Османлија (види: Битка код Варне).
Године 1878. Варна је постала део савремене бугарске државе. Од тада град је потпуно променио изглед и добио црте „европског града”.

## Становништво
| 1946.  | 1956.   | 1965.   | 1975.   | 1985.   | 1992.   | 2001.   |
| ------ | ------- | ------- | ------- | ------- | ------- | ------- |
| 76.954 | 120.345 | 180.110 | 252.525 | 302.211 | 308.432 | 312.889 |

По званичном попису из 2001. године град Варна има 313.408 становника. Огромна већина градског становништва су етнички Бугари (око 90 %) православне вероисповести. Остатак су Роми (1,5 %), Турци и Руси.
За разлику од државе Варна има позитиван природни прираштај захваљујући великом приливу младог становништва због развоја туристичке привреде.

## Саобраћај
Варна је друга по значају лука у Бугарској, после Бургаса. Кроз Варну пролази европски саобраћајни коридор 8.

## Туризам
Варна је важно средиште морског туризма као и полазна тачка за многа црноморска одмаралишта (Златни Пјасци, Балчик, Чајка, Каварна). У близини места налази се резиденција Евксиноград, која је седиште министарског већа и председника Бугарске у летњим месецима. У самом граду постоји старо градско језгро са више старих цркава и других историјских споменика.

## Култура и манифестације
Већина културних дешавања у граду дешава се лети, када је град посебно жив због летњег туристичке сезоне. Од установа културе познат је Градски историјски музеј, где се чува једно од најстаријих златних блага на свету.
У Варни се одржавају бројне културне манифестације, укључујући међународни позоришни фестивал „Варненско лето”, међународни музички фестивал „Варна Самер”, међународно такмичење у балету, међународни џез фестивал, кинофестивал The International Music Festival "Varna Summer", кинофестивал „Љубав је лудост”, међународни фолк фестивал, Недеља мора и други.

## Партнерски градови
- Ташкент
- Олборг
- Саранда
- Свети Јован (Медовски)
- Амстердам
- Акаба
- Барселона
- Bayburt
- Дордрехт
- Ђенова
- Хамбург
- Кавала
- Харков
- Ливерпул
- Лион
- Малме
- Медељин
- Мемфис
- Мајами
- Новосибирск
- Одеса
- Пиреј
- Росток
- Санкт Петербург
- Ставангер
- Сегедин
- Турку
- Високо Мито
- Велс
- Сурабаја
- Вашингтон

## Галерија
- Саборна црква пресвете Богородице
- Етнографски музеј у старој балканској кући